# Vodní mlýn (Rousínov, okres Česká Lípa)
Bývalý vodní mlýn čp. 19  se nachází v osadě Rousínov, která je částí obce Svor v okrese Česká Lípa v Libereckém kraji. Původně barokní a později klasicistně přestavěný objekt z 18. století je zapsaný od roku 1992 jako kulturní památka v Ústředním seznamu nemovitých kulturních památek České republiky. Osada Rousínov s mlýnem se nachází v centrální části Chráněné krajinné oblasti Lužické hory.

## Historie
První písemná zmínka o osadě Morgenthau, která byla výnosem ministerstva vnitra B-8151-5/9 ze dne 15.11. 1946 přejmenována na Rousínov, je z roku 1612. Uvádí se však, že tato osada zde existovala již podstatně dříve. Obyvatelé se živili převážně dřevorubectvím, později zde vznikly i brusírny skla a další provozy. V roce 1706 byl v Rousínově postaven mlýn na obilí. První brusírna skla měla vzniknout v roce 1710. Písemně doložená je však až brusírna skleněných perel, založená v roce 1784 v domě čp. 23. Do konce 18. století vznikly v Rousínově další tři brusírny. Dle historických záznamů v roce 1771 bylo v Rousínově 41 obydlených domů, o sto let později zde bylo již 60 domů, ve kterých žilo 520 obyvatel. Rousínovský mlýn přestavěl a rozšířil jeho majitel Johann Josef Jarisch v roce 1795. Z té doby pochází hlavní patrová budova mlýna, ke které byly později přistavěny novější obytné a hospodářské části a další kratší přístavba s podloubím.

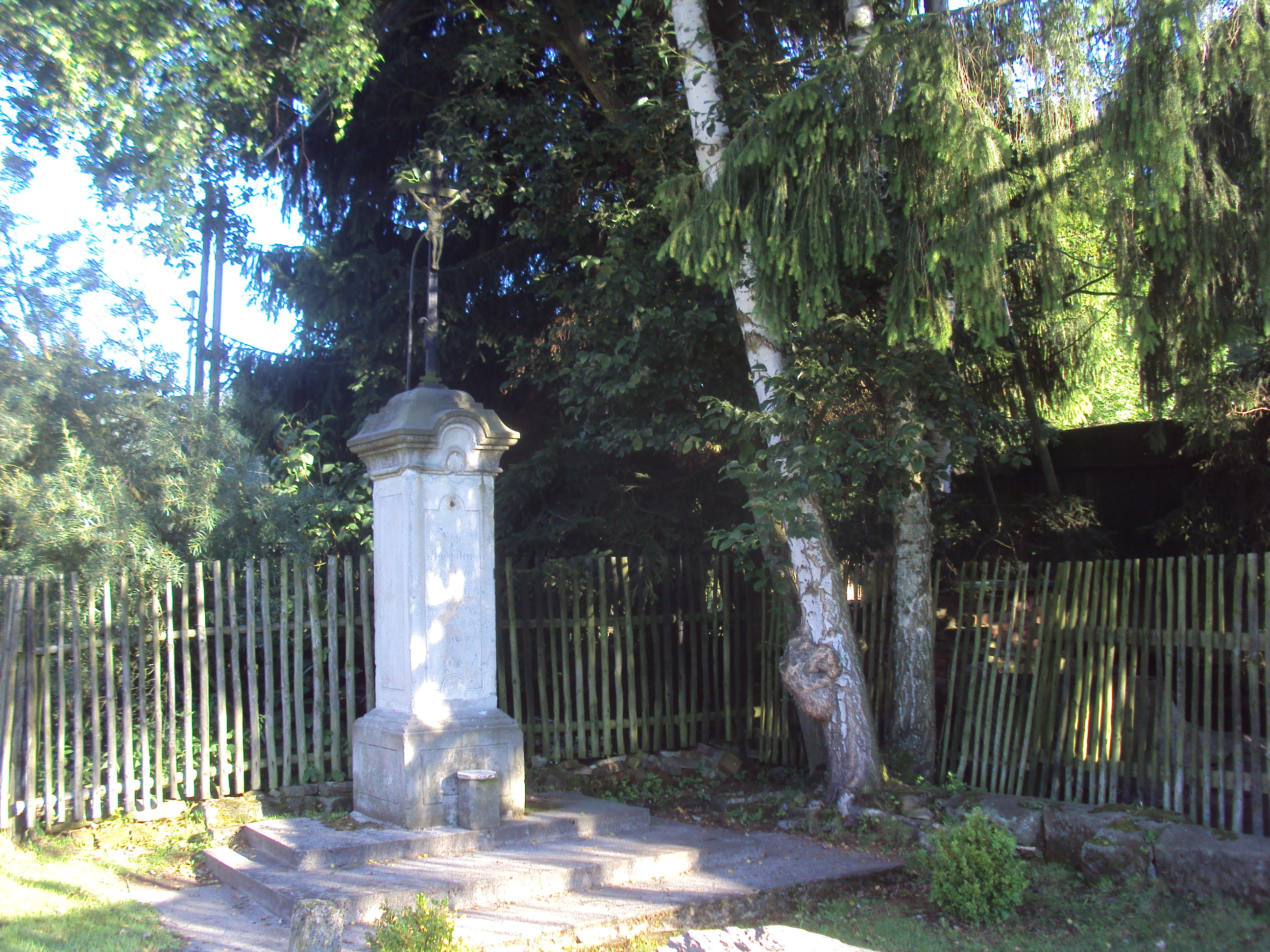
Kříž u rozcestí nedaleko mlýna, kde dříve stávala místní kaple

Na počátku 20. století měl Rousínov 69 domů a 445 obyvatel. V obci byla škola, tři hostince, obilní mlýn, bělidlo, jedenáct brusíren skla a dvě výrobny dřevité vlny. V té době zde vznikla i početnější česká komunita, tvořená rodinami sklářů, kteří sem přišli za prací z českých a moravských skláren. U silnice před mlýnem stávala od roku 1888 kaple sv. Vavřince s věžičkou. Po druhé světové válce tato pseudogotická kaple zchátrala a následně byla zbořena.
Mlýn sloužil svému účelu zhruba do roku 1935. Po roce 1945 objekt nebyl udržován a areál mlýna postupně chátral. V roce 1991 se propadla břidlicová mansardová střecha historické budovy mlýna. Díky péči pozdějších vlastníků je areál mlýna opravený a udržovaný, pozůstatky někdejší hlavní budovy jsou zakonzervovány. Bývalý vodní mlýn i s dochovaným náhonem byl na základě rozhodnutí Ministerstva kultury ČR prohlášen kulturní památkou dne 15. ledna 1992.

## Popis
Mlýn stojí na Rousínovském potoce, který pramení v oblasti hlavního hřebene Lužických hor mezi Pětikostelním kamenem a Bouřným nedaleko Nové Huti. U Martinova Údolí se Rousínovský potok vlévá do Boberského potoka, který sem přitéká přes obec Svor od svých pramenů na úpatí Velkého Buku. V jádru barokní, později klasicistně přestavěný mlýn má dochované původní dispoziční členění. Průčelí je opatřeno šambránami se zvýrazněnými klenáky a festony, profilovanými římsami a lizénami. Dochoval se také vstupní pískovcový portál se symboly mlynářství, datovaný tokem 1799, a vstupní barokní dvoukřídlé dveře. Součástí památkově chráněného areálu je i zachovaný vodní náhon.